# Johann Heinrich Grüneberg
Johann Heinrich Grüneberg (* 13. Mai 1819 in Berlin; † 9. Oktober 1872 in Berlin) war ein deutscher Koch und Präservenfabrikant.
Grüneberg erfand 1867 die sogenannte Erbswurst, mit der die Truppenernährung im Deutsch-Französischen Krieg von 1870 gesichert wurde. Er verkaufte seine Erfindung für 35000 Taler an den preußischen Staat und produzierte in seiner Konservenfabrik mit 1700 Arbeitern bis zu 65 Tonnen Erbswurst pro Tag. Später belieferte er auch die Armeen Frankreichs, Großbritanniens und Russlands. Ebenso exportierte Grüneberg seine Erbswurst in die USA. Seine Erfindung wurde nicht nur im Bereich des Militärs, sondern auch in Privathaushalten geschätzt.
Grüneberg wurde nach seinem Tod mit militärischen Ehren begraben.
Das Erbswurstpatent wurde 1889 vom Preußischen Staat an die Firma Knorr verkauft.